# Dhoni

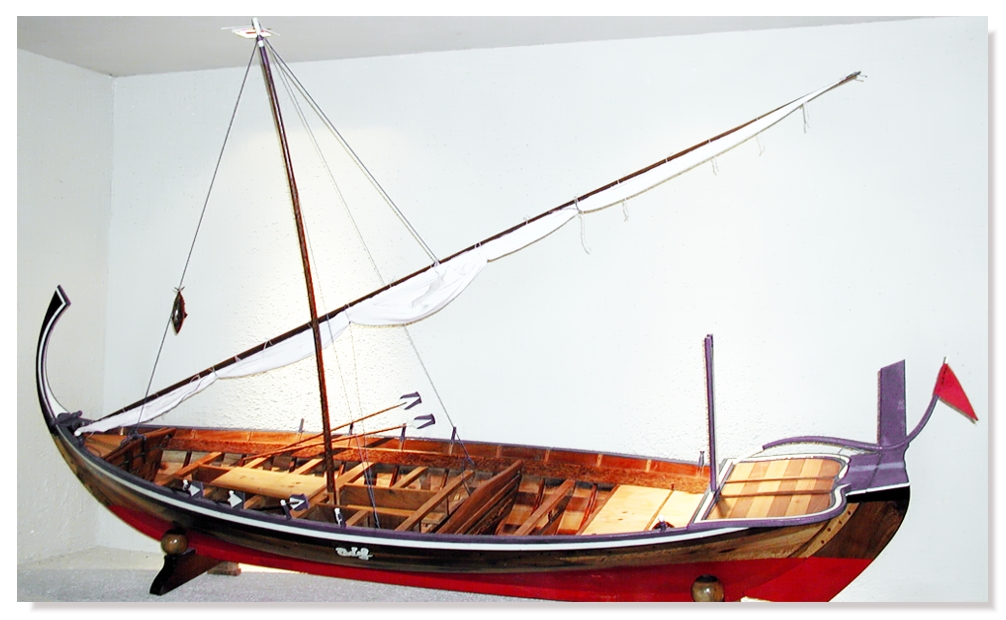
De dhoni is de traditionele vissersboot van de Malediven.

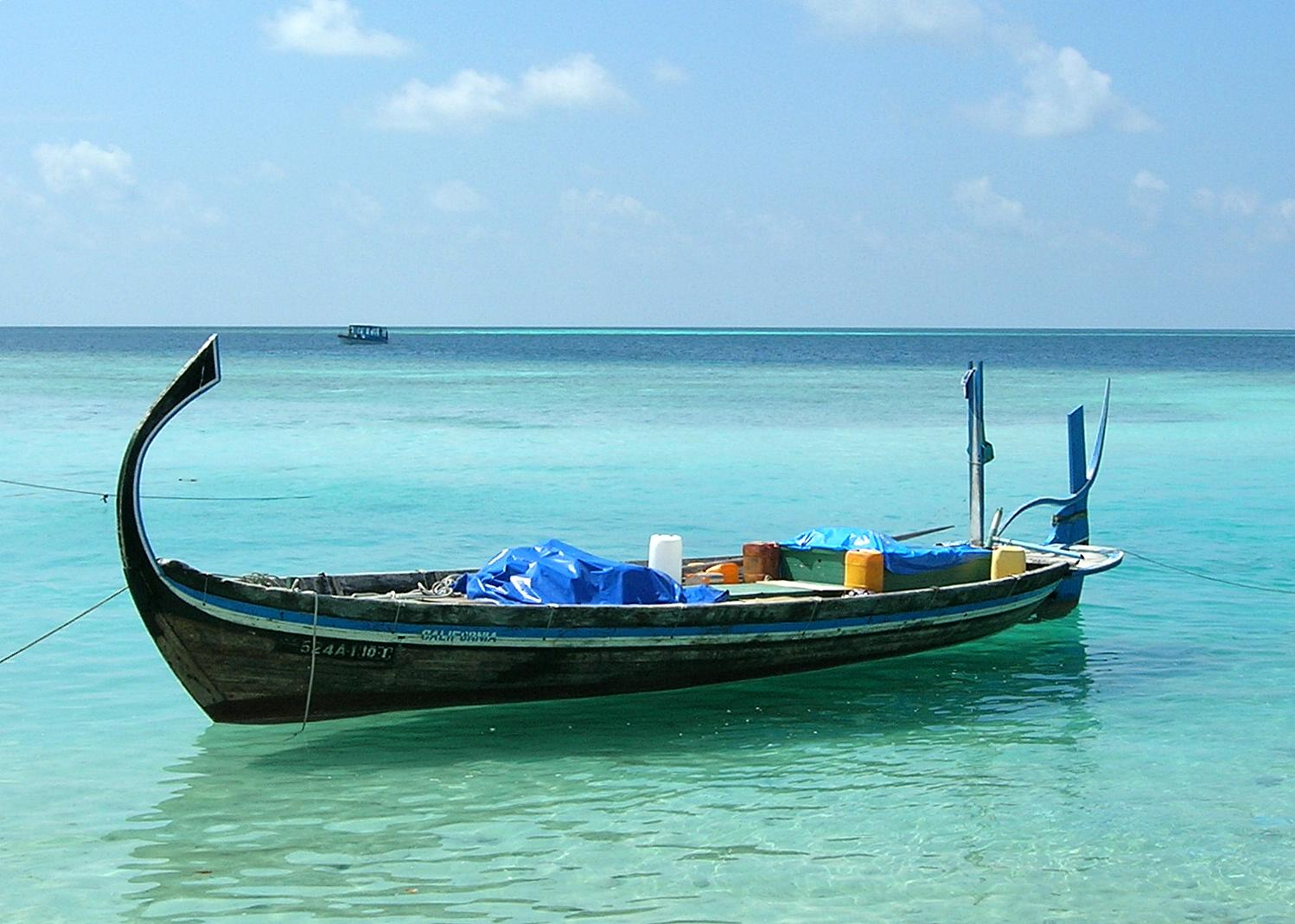
Een dhoni zonder zeil.

Een dhoni (ook geschreven als thoni of doni) is een traditioneel multifunctioneel zeilschip met een motor of driehoekig of vierkant zeil dat wordt gebruikt in de Malediven, de oostkust van Zuid-India en Sri Lanka. Variërend in grootte en vorm, wordt het gebruikt als vissersboot, veerboot, handels- en vrachtschip.

## Oorsprong

### Etymologie
De term dhoni heeft een Dravidische (Tamil - Malayalam) oorsprong, afgeleid van het stamwoord tull dat 'graven' betekent, omdat de eerste dhoni's werden gemaakt van een uitgeholde boomstam.   

### Geschiedenis
Het woord toni wordt genoemd in een Tamil-inscriptie van ongeveer 1200/1256 v.Chr. uit Krishnapattinam aan de kust van Andhra Pradesh. Het Tamil-, Kannada- en Konkani-woord voor een kleine boot is doni en het Malayalam-woord voor een kleine boot is tuoni. Dat de woorden op elkaar lijken komt misschien door de handelsbetrekkingen tussen Arabieren en de Konkani-bevolking in Goa en andere havensteden in Konkan en zuidwestelijk India.
De dhoni is een van de oudst bekende zeeschepen op de Malediven, vaak gebruikt door vissers. Meestal werden ze gemaakt van kokospalmhout. Tijdens de industriële revolutie stapten veel vissers over van een zeilende op een gemechaniseerde dhoni.
De VOC, die in de 17e en 18e eeuw aan de Coromandelkust veel handelsposten had, maakte ook veel gebruik van dhoni's voor het vervoer van goederen en personen langs de kust en naar de Oost-Indiëvaarders die op de rede lagen, aangezien er geen natuurlijke havens waren. De branding vormde daarbij altijd een gevaarlijke hindernis.

De Nederlandse koopman en reiziger Jacob Haafner beschreef de dhoni als volgt:
'Eene thony is een inlandsch vaartuig, waarvan de planken aan elkander zijn genaaid; men heeft er van verschillende grootte. De dubbele thony’s van twee masten steken wel in zee en wagen zich buiten het gezigt van de kust; de schippers van deze laatste worden ook wel naikkoda of bevelhebber genoemd, en hebben eenige kunde van het kompas en de kaart, kunnen hoogte nemen enz., waarvan de schipper eener enkele thony (tandel of bootsman genoemd) niets weet, en dit ook niet zeer noodig heeft, vermits die zich nooit buiten het gezigt van het land begeeft, maar steeds in zijne vaart onder den wal tracht te blijven, waar hij, bij den minsten schijn van naderend gevaar, eene schuilplaats zoekt.'

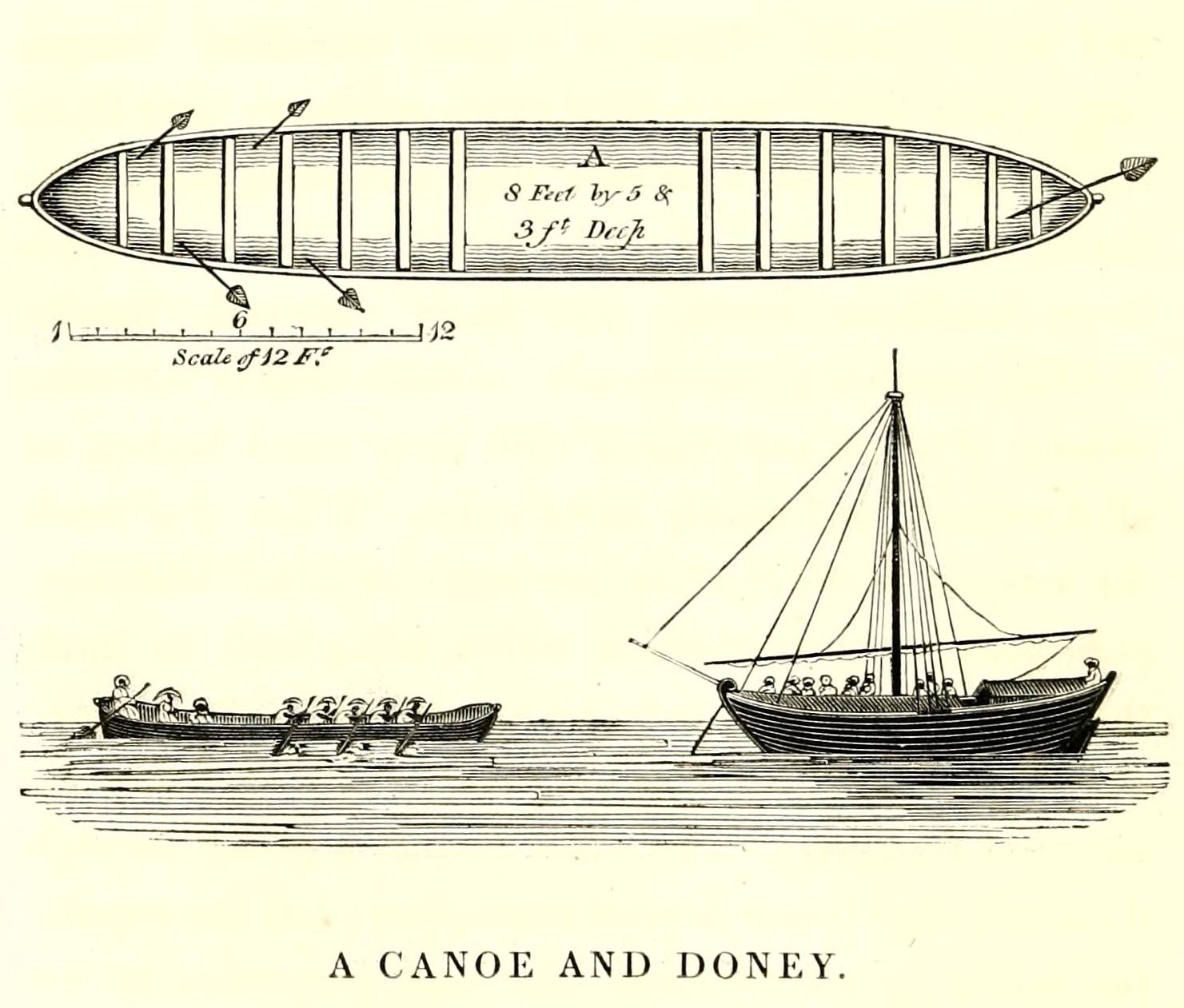
Een vierkant opgetuigde dhoni rechtsonder op de afbeelding.

De Engelsman James Welsh vertelde over zijn 40-jarige dienst in India in het begin van de 19e eeuw en beschreef de dhoni als volgt:
'De Doney, of Tony, van de oostkust, is een groot onhandig schip en vervoert zeer zware ladingen, zelfs naar de havens aan de westkust. Ze hebben één mast en een vierkant zeil, soms met een klein topzeil . Ze worden zeewaardig geacht, maar hebben geen accommodatie voor Europeanen en zijn over het algemeen zeer zware zeilers.'

## Bouw
Vroeger werden dhoni's gebouwd zonder ontwerp. De meester-timmerman nam maten op en gaf instructies aan de timmerlieden. Hedendaagse dhoni's worden vaak gebouwd met glasvezel. Dhoni's uitgerust met dieselmotoren worden op grote schaal gebruikt op vakantie-eilanden ten behoeve van de duiksport. Hun lage vrijboord is ideaal voor deze activiteit.

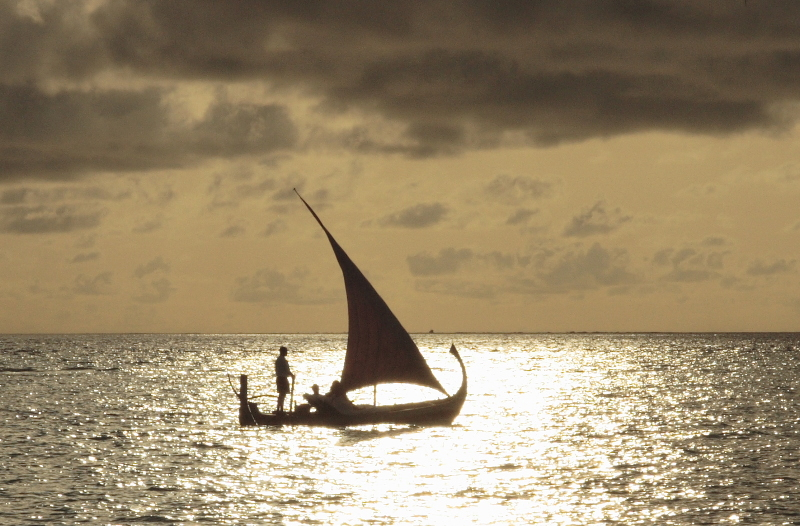
Een dhoni met driehoekig zeil.

De eilanden van de Malediven hebben een uitgebreide vissersvloot van in eigen land gebouwde schepen, die elk acht tot twaalf personen kunnen vervoeren. Dit zijn bijna allemaal varianten van de dhoni. In plaats van het traditionele kokoshout wordt bij de bouw steeds vaker geïmporteerd hout uit Zuidoost-Azië gebruikt. De belangrijkste locatie voor het bouwen van dhonis is in Alifushi op het Raa-atol. Het bouwen is nog steeds een traditioneel ambacht op de Malediven en jonge leerlingen worden opgeleid door bekwame vakmensen. De bouw van boten gemaakt van hout neemt zo'n 60 dagen in beslag.

## Modernisering
Met een lening van 3,2 miljoen dollar van de International Development Association (IDA) werden de meeste boten in de jaren tachtig gemechaniseerd. Hoewel de toevoeging van motoren brandstofkosten toevoegde aan de bedrijfskosten, resulteerde dit in een verdubbeling van de visvangst tussen 1982 en 1985. Bovendien vestigde de vangst van 82.000 ton in 1992 een record; in 1987 bedroeg de vangst bijvoorbeeld 56.900 ton.